# Reacció de Sandmeyer
La reacció de Sandmeyer permet la substitució d'un grup amino (H₂N−) en una amina aromàtica primària pels grups Cl−, Br− o CN−. Això s'aconsegueix mitjançant la formació primer de la corresponent sal de diazoni, que a continuació es fa reaccionar amb la respectiva sal de coure (I): CuCl, CuBr o CuCN.
L'ús de les sals cuproses es fa imprescindible per a l'obtenció de clorurs, bromurs i nitrils aromàtics a partir de sals de diazoni.

## Mecanisme
Es creu que el mecanisme transcorre a través de radicals, actuant el Cu(I) de catalitzador.